# Bruno Bilotti
Bruno Nahuel Bilotti (Puerto Madryn, Provincia del Chubut, 4 de julio de 1991) es un futbolista argentino, hizo inferiores en Huracán y en la última temporada jugó en el equipo de reserva del club Lanús. Y jugó durante una temporada en el club Guillermo Brown (Puerto Madryn). Su posición es defensor y actualmente juega en el club General Lamadrid, equipo que milita en la Primera C de Argentina.

## Clubes
| Club             | País      | Año           |
| ---------------- | --------- | ------------- |
| Huracán          | Argentina | 2010          |
| Lanús            | Argentina | 2011-2013     |
| Guillermo Brown  | Argentina | 2013-2014     |
| General Lamadrid | Argentina | 2014-presente |

- Datos: Q16297827